# توماس إيفرت
توماس إيفرت (بالإنجليزية: Thomas Everett)‏ هو لاعب كرة قدم أمريكية أمريكي، ولد في 21 نوفمبر 1964 في دينجرفيلد في الولايات المتحدة.

## وصلات خارجية
- توماس إيفرت على موقع مرجع كرة القدم المحترفة.كوم (الإنجليزية)